# Netelia meridionator
Netelia meridionator là một loài tò vò trong họ Ichneumonidae.